# De Bedstee
De Bedstee is een Nederlandse futsalploeg uit het Flevolandse dorp Urk. De club is ontstaan in de jaren 2000. Begin 2006 is De Bedstee begonnen met het futsal op KNVB niveau. In het seizoen 2006/2007 heeft de club voor het eerst in de historie een KNVB kampioenschap behaald. De Bedstee speelt daarom in het seizoen 2007/2008 in de 1e klasse. De clubkleuren zijn geel en blauw. De Bedstee speelt haar thuiswedstrijden in Sporthal de Schelp op Urk. Met ingang van seizoen 2008/2009 zal er ook een 2e team van De Bedstee actief zijn in het KNVB Futsal.
Op 9 juni 2007 werd het eerste Bedstee Futsal Event gehouden. Het Bedstee Futsal Event is een jaarlijks terugkerend evenement wat gehouden wordt in de maand juni van elk jaar op Urk.

## Jeugd
In de zomer van 2007 is De Bedstee een jeugdcompetitie op Urk begonnen. De competitie zal vallen onder verantwoording van ZVV Urk en De Bedstee heeft het eerste recht op de competitie.

## Dames
De Bedstee heeft nog geen damesteam, wel zijn er plannen om voor seizoen 2008/2009 te starten met een damesteam in de 2e klasse KNVB.